# Maba (langue d'Indonésie)
Pour les articles homonymes, voir Maba.
Le maba est une langue d'Indonésie parlée aux Moluques. Ses locuteurs étaient au nombre de 6 620 en 2000. Ils habitent la région de Wasilei, dans le nord de la péninsule sud-est de l'île de Halmahera dans l'archipel des Moluques.
Le maba appartient à un sous-groupe dit « Sud-Est » dans le groupe « Halmahera du Sud » des langues Halmahera du Sud-Nouvelle Guinée occidentale.